# Отряд-Алабугский сельсовет
Отряд-Алабугский сельсовет — упразднённые административно-территориальная единица и муниципальное образование (сельское поселение) в Звериноголовском муниципальном районе Курганской области России. Административный центр — село Отряд-Алабуга. 
24 декабря 2021 года сельсовет был упразднён в связи с преобразованием муниципального района в муниципальный округ.

## История
По архивным данным, Алабугский сельсовет был образован в 1919 году в Звериноголовской волости Куртамышского уезда. В начале 1924 года вошел в Звериноголовский район. 31 декабря 1925 года из него выделились Шевченковский сельсовет и Рожновский сельский совет.  
В 1924 году в состав сельсовета входило 9 деревень: Отряд-Алабуга, Беспаловка, Юдино, Ворошилово, Писаревка, Чигвинцев Угол, Январское, Калиновка, Жаворонки.
Рожновский сельский совет переименован 22 марта 1928 в Красногорский сельский совет Звериноголовского района. Шевченковский сельский совет 29 мая 1957 года упразднен и вновь вошел в Отряд-Алабугский сельский совет
С 1936 года Алабугский сельсовет значится как Отряд-Алабугский сельский совет Звериноголовского района.
С 3 марта 1964 г. сельсовет входил в Глядянский район, с 12 января 1965 г в Притобольный район, с 9 марта 1992 г. вновь в Звериноголовский район.

## География
Расположено в восточной части Звериноголовского района.
Площадь сельского поселения составляет 35 834 гектара.
Граничит:
- на севере — с Круглянским сельским поселением;
- на северо-западе — с Звериноголовским сельским поселением;
- на западе, юге и востоке — с Узункольским районом Костанайской области Республики Казахстан[1].

Протяженность автодорог местного значения: 15,7 км.

## Население
| 1989 | 2002 | 2010 | 2012 | 2013 | 2014 | 2015 |
| ---- | ---- | ---- | ---- | ---- | ---- | ---- |
| 894  | ↘843 | ↘495 | ↘481 | ↘441 | ↘414 | ↘405 |
| 2016 | 2017 | 2018 | 2019 | 2020 |      |      |
| ↘397 | ↘392 | ↘388 | ↘375 | ↗376 |      |      |

## Состав сельского поселения
| № | Населённый пункт | Тип населённого пункта       | Население |
| - | ---------------- | ---------------------------- | --------- |
| 1 | Жаворонки        | деревня                      | ↘201      |
| 2 | Зубаревка        | деревня                      | ↘156      |
| 3 | Отряд-Алабуга    | село, административный центр | ↘138      |